# Rohrerhaus

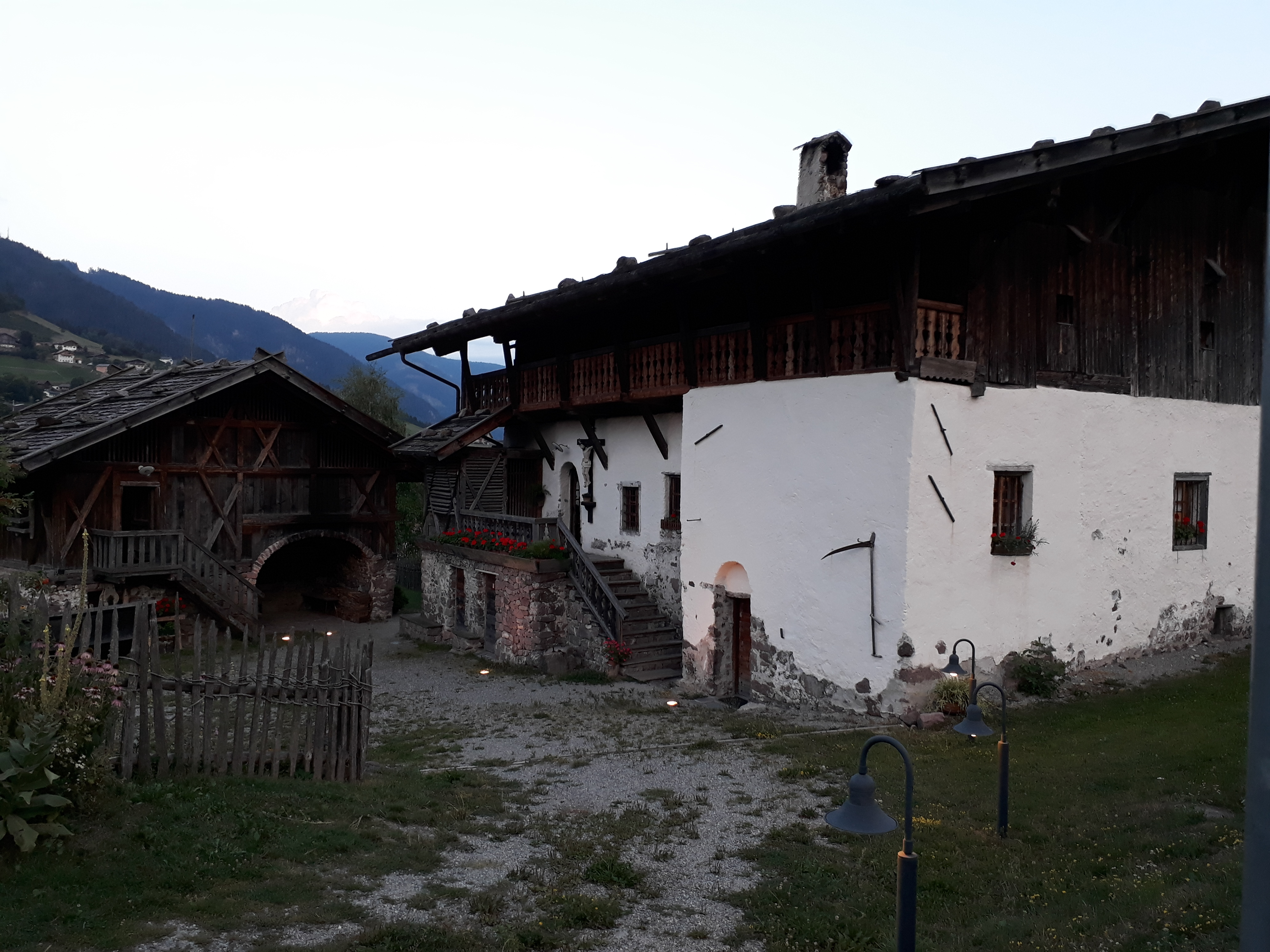
Il Rohrerhaus

Il Rohrerhaus (o Rohrerhof) è un maso a Sarentino. Il Rohrerhof fu citato per la prima volta nel 1288 ed è una delle più antiche fattorie della Val Sarentino. È di proprietà del comune di Sarentino ed è ora utilizzato come museo e sede per eventi.

## Storia
La prima citazione del maso è nell'urbario (registro delle gabelle) del conte Mainardo II di Tirolo-Gorizia. Diversi documenti e scritti dimostrano la continua esistenza del maso. Fin dalla prima citazione, quattro famiglie (casate) vivevano nella casa. La prima famiglia, chiamata anche la famiglia "Rohrer", coltivava la fattoria per circa sei generazioni per circa 250 anni. I loro successori "von Gagers" vissero circa 140 anni, comprendendo quattro generazioni, nella struttura. Nel frattempo, la casa fu ampliata e ottenne una Stube più ampia. Il rivestimento in stucco gotico risale probabilmente al XVI secolo. 1703, la casa è stata estesa sul lato della montagna e vi fu aggiunto inoltre un piano superiore. Nel 1775 un primo censimento delle case e fattorie nella valle di Sarentino fu effettuato ed inserito nel catasto teresiano. Degli oltre 200 masi della val Sarentina, il valore del Rohrerhof era il secondo più prezioso della valle. A quel tempo la famiglia "Oberrauch" trascorse quattro generazioni nel Rohrerhaus. L'ultima famiglia era la famiglia "Gruber", che visse dal 1850 nel Rohrerhaus.
Nel 2002, il comune di Sarentino ha acquistato la fattoria e utilizzato la casa come sede per eventi e anche come museo.

## Museo

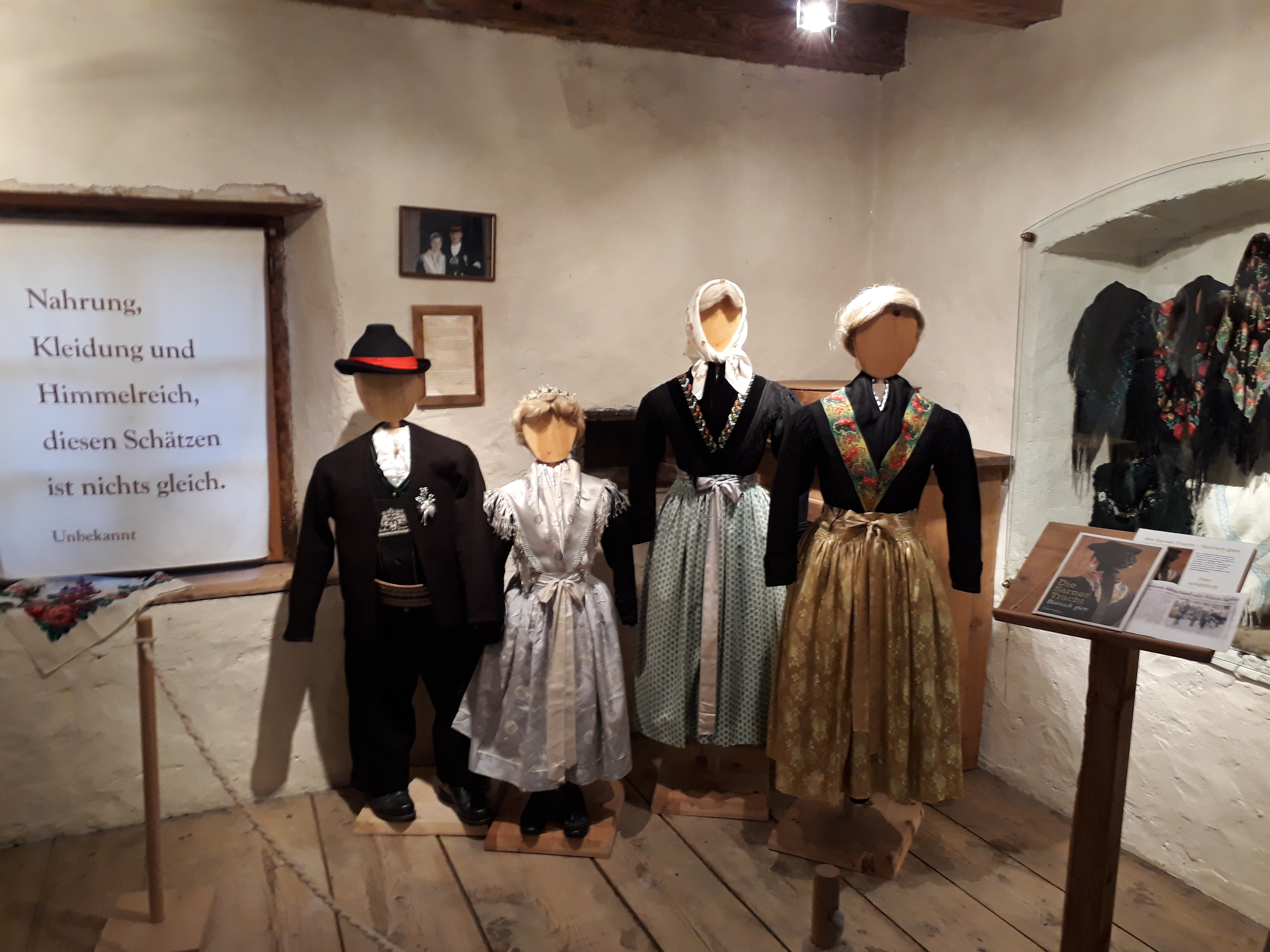
Costume tradizionale da Val Sarentino

Il Rohrerhaus è usato come museo. La mostra racconta circa 700 anni di storia del Rohrerhof e dà anche un panorama della tradizione contadina tirolese e sarentinese. Il museo è aperto in estate e le visite guidate sono offerte nel pomeriggio. Inoltre, il museo può anche essere affittato per eventi e manifestazioni.

## Associazione
L'associazione "Rohrerhaus" è stata fondata il 9 marzo 2004. Con il decreto 146 / 1.1 del 07.05.2009 l'associazione è stata iscritta nel registro provinciale delle organizzazioni di volontariato. L'obiettivo è preservare il valore culturale e storico del maso e trasmetterlo alle generazioni future. Il 10 marzo 2005, il comune di Sarentino ha ceduto all'associazione la guida del Rohrerhaus.